# How the West Was Won (album Binga Crosby’ego)
How the West Was Won – dwupłytowy album studyjny nagrany w lipcu 1959 roku dla własnej firmy Binga Crosby'ego, Project Records. Został wydany przez RCA Victor w 1960 roku i zawierał utwory Crosby'ego, Rosemary Clooney, Sama Hintona oraz innych piosenkarzy. Orkiestrę poprowadził Bob Thompson.

## Lista utworów
| Strona pierwsza                |                                             |                                     |         |
| Tytuł                          | Tytuł                                       | Wykonawca                           | Długość |
| Exploring the Wild New Land    |                                             |                                     |         |
| 1.                             | „Shenandoah”                                | Chór i orkiestra                    | 0:45    |
| 2.                             | „Extract from Carl Sandburg”                | Bing Crosby                         | 0:50    |
| 3.                             | „Bound for the Promised Land”               | Bing Crosby i Rosemary Clooney      | 1:34    |
| 4.                             | „En Roulant Ma Boule Roulant”               | Bing Crosby i Jack Halloran Singers | 1:10    |
| 5.                             | „Lupita Divina”                             | Bing Crosby i The Tarrytown Trio    | 2:00    |
| 6.                             | „The Sioux Indians”                         | Sam Hinton                          | 1:36    |
| 7.                             | „Extract from Carl Sandburg" / "Shenandoah” | Bing Crosby                         | 1:54    |
| Travellers of the Great Plains |                                             |                                     |         |
| 8.                             | „Crossing the Plains”                       | Bing Crosby i Rosemary Clooney      | 2:23    |
| 9.                             | „Buffalo Boy”                               | Sam Hinton                          | 1:38    |
| 10.                            | „Sweet Betsy from Pike”                     | Rosemary Clooney                    | 1:53    |
| 11.                            | „Ox Driving Song”                           | Jimmie Driftwood                    | 1:45    |
| 12.                            | „Will You Go Out West with Me”              | Sam Hinton                          | 1:35    |

| Strona druga                |                                       |                                |         |
| Tytuł                       | Tytuł                                 | Wykonawca                      | Długość |
| Ranchers and Indian Raiders |                                       |                                |         |
| 1.                          | „Buffalo Gals”                        | Bing Crosby i Rosemary Clooney | 1:47    |
| 2.                          | „General Custer”                      | Jimmie Driftwood               | 1:52    |
| 3.                          | „All 'Pewtrified'” (narracja)         | Bing Crosby                    | 1:39    |
| 4.                          | „Will You Come to the Bower”          | Bing Crosby                    | 2:02    |
| 5.                          | „Bile Them Cabbage Down”              | Sam Hinton                     | 1:25    |
| 6.                          | „Green Grow the Lilacs”               | Bing Crosby i Rosemary Clooney | 2:54    |
| The Great Gold Rush Days    |                                       |                                |         |
| 7.                          | „A Ripping Trip”                      | Sam Hinton                     | 1:31    |
| 8.                          | „What Was Your Name in the States”    | Jimmie Driftwood               | 1:31    |
| 9.                          | „California Ball”                     | Rosemary Clooney               | 2:10    |
| 10.                         | „When I Went Off to Prospect”         | Bing Crosby                    | 1:44    |
| 11.                         | „Lane County Bachelor”                | Sam Hinton                     | 1:34    |
| 12.                         | „Old Settler's Song (Acres of Clams)” | Bing Crosby                    | 2:46    |

| Strona trzecia            |                                |                                |         |
| Tytuł                     | Tytuł                          | Wykonawca                      | Długość |
| The Railroads             |                                |                                |         |
| 1.                        | „Drill, Ye Tarriers, Drill”    | Jack Halloran Singers          | 1:26    |
| 2.                        | „A Railroader's Bride I'll Be” | Rosemary Clooney               | 1:44    |
| 3.                        | „Nine Hundred Miles”           | Bing Crosby                    | 2:03    |
| Desperadoes               |                                |                                |         |
| 4.                        | „Billy the Kid”                | Jimmie Driftwood               | 1:44    |
| 5.                        | „Hang Me, Oh Hang Me!”         | Bing Crosby                    | 2:58    |
| 6.                        | „Jesse James”                  | Jimmie Driftwood               | 1:55    |
| Settlers and Civilization |                                |                                |         |
| 7.                        | „Skip to My Lou”               | Bing Crosby i Rosemary Clooney | 1:30    |
| 8.                        | „Crawdad Song”                 | The Tarrytown Trio             | 1:31    |
| 9.                        | „Careless Love”                | Rosemary Clooney               | 1:45    |
| 10.                       | „Hell in Texas”                | Sam Hinton                     | 2:26    |
| 11.                       | „Jennie Jenkins”               | Bing Crosby i Rosemary Clooney | 1:53    |

| Strona czwarta                  |                                            |                                       |         |
| Tytuł                           | Tytuł                                      | Wykonawca                             | Długość |
| Cowboys - The Last Frontiersmen |                                            |                                       |         |
| 1.                              | „Streets of Laredo”                        | Bing Crosby                           | 2:54    |
| 2.                              | „Down by the Brazos”                       | Sam Hinton                            | 2:05    |
| 3.                              | „Git Along, Little Dogies”                 | Bing Crosby                           | 2:19    |
| 4.                              | „Buckskin Joe”                             | Bing Crosby                           | 2:06    |
| 5.                              | „Red River Valley”                         | Bing Crosby                           | 2:06    |
| The Mormons                     |                                            |                                       |         |
| 6.                              | „The Handcart Song”                        | The Deseret Mormon Choir              | 2:06    |
| 7.                              | „The Spirit of God Like a Fire Is Burning” | The Deseret Mormon Choir              | 2:29    |
| 8.                              | „Come, Come, Ye Saints”                    | The Salt Lake Mormon Tabernacle Choir | 4:17    |